# Michał Balicki
Michał Balicki (ur. 6 kwietnia 1996 w Nowym Targu) – polski aktor filmowy i teatralny.

## Życiorys
W 2016 roku ukończył Państwową Szkołę Muzyczną im. F. Chopina w Nowym Targu (I stopnia – fortepian, II stopnia – perkusja), a w 2021 roku Wydział Aktorski Akademii Sztuk Teatralnych im. Stanisława Wyspiańskiego w Krakowie.
Od 2022 roku występuje w Starym Teatrze w Krakowie (debiut teatralny 1 marca 2019 – jako Bruno w spektaklu „Panny z Wilka” w reż. Agnieszki Glińskiej).

## Filmografia
- Video (2019)
- Homemovie (2019)
- Jak zostałem gangsterem. Historia prawdziwa (2019) jako „Nowy”
- Marzyciel (2020) jako Staszek
- Zdrapka (2021) jako Seba
- Planeta Singlii. Osiem historii (2021) jako duży brat
- Hiacynt (2021) jako posterunkowy
- Wiktoria 1920 (2021) jako Góral radiotelegrafista
- Hekele (2023) jako Tomba
- Freestyle (2023) jaki Tapczan
- Imago (2023) jako Antek
- Disco Boy (2023) jako Mikhail
- Emigracja XD (2023) jako Stomil
- 1670 (2023) jako Stanisław Adamczewski

## Spektakle teatralne
- Cabaret (2018) reż. Krzysztof Jasiński – Teatr STU w Krakowie
- Panny z Wilka (2019) reż. Agnieszka Glińska – Narodowy Teatr Stary im. Heleny Modrzejewskiej w Krakowie
- Wiśniowy Sad czytanie (2020) reż. Agnieszka Glińska – Narodowy Teatr Stary im. Heleny Modrzejewskiej w Krakowie
- Biesy (2021) reż. Paweł Miśkiewicz –  Narodowy Teatr Stary im. Heleny Modrzejewskiej w Krakowie
- Rok z życia w Europie Środkowowschodniej (2021) reż. Monika Strzępka – Narodowy Teatr Stary im. Heleny Modrzejewskiej w Krakowie
- Trąbka do słuchania (2021) reż. Agnieszka Glińska – Narodowy Teatr Stary im. Heleny Modrzejewskiej w Krakowie
- Triumf Woli (2021) – reż. Monika Strzępka – Narodowy Teatr Stary im. Heleny Modrzejewskiej w Krakowie
- Jeńczyna (2022) reż. Monika Strzępka – Narodowy Teatr Stary im. Heleny Modrzejewskiej w Krakowie
- Nie-boska Komedia. WSZYSTKO POWIEM BOGU! (2022) reż. Monika Strzępka – Narodowy Teatr Stary im. Heleny Modrzejewskiej w Krakowie
- Salome (2022) reż. Kuba Kowalski – Narodowy Teatr Stary im. Heleny Modrzejewskiej w Krakowie
- Wesele (2022) reż. Jan Klata – Narodowy Teatr Stary im. Heleny Modrzejewskiej w Krakowie

### Teatr AST w Krakowie
- Kuszenie św. Antoniego (2018) reż. Michał Telega
- Śmierć i męczeństwo Jean Paul Marata (2018) reż. Wiktor Bagiński
- Burza (2019) reż. Grzegorz Jarzyna
- Śmierć Iwana Iljicza (2019) reż. Franciszek Szumiński
- Inni ludzie (2020) reż. Paweł Miśkiewicz
- Częśtotliwość graniczna (2021) reż. Jakub Zalasa